# Liga Mistrzów AFC Two (2024/2025)/Faza kwalifikacyjna
Artykuł prezentuje szczegółowe dane dotyczące rozegranych meczów które będą miały na celu wyłonienie 2 drużyn piłkarskich, które wezmą udział w fazie grupowej Ligi Mistrzów AFC Two 2024/2025. Faza kwalifikacyjna odbędzie się 14 sierpnia 2024.

## Mecze
Do startu w fazie kwalifikacyjnej uprawnione były 4 drużyny. Zespoły, które przegrają w tej rundzie, otrzymają prawo gry w fazie grupowej AFC Challenge League.
| Drużyna 1      | Wynik | Drużyna 2            |
| -------------- | ----- | -------------------- |
| East Bengal FC | 2:3   | Altyn Asyr Aszchabad |
| Al-Ahli Manama | 0:1   | Al Kuwait Kaifan     |

| 14 sierpnia 2024 14:00 CEST | East Bengal FC · Lalhlansanga 7' · Crespo 59' | 2:3(1:2)Raport | Altyn Asyr Aszchabad · 18' Annaýew · 28' Nurmuradow · 52' Titow | Salt Lake Stadium, Kolkata Widzów: 27 892 Sędzia: Alex King |
|                             |                                               |                |                                                                 |                                                             |

| 14 sierpnia 2024 18:15 CEST | Al-Ahli Manama | 0:1(0:0)Raport | Al Kuwait Kaifan · 83' Marhoon | Khalifa Sports City Stadium, Madinat Isa Widzów: 1 396 Sędzia: Qasim Matar Al Hatmi |
|                             |                |                |                                |                                                                                     |